# جون كينغ (كاتب)
جون كينغ (بالإنجليزية: John King)‏ هو كاتب سيناريو وكاتب بريطاني، ولد في 1960 في سلاو في المملكة المتحدة.